# Mount Madison
Mount Madison är ett berg i Antarktis. Det ligger i Östantarktis. Nya Zeeland gör anspråk på området. Toppen på Mount Madison är 1 385 meter över havet.
Terrängen runt Mount Madison är varierad. Mount Madison är den högsta punkten i trakten. Trakten är obefolkad. Det finns inga samhällen i närheten.